# SC Zwettl
Der Sportclub Zwettl ist ein österreichischer Sportverein aus der Bezirkshauptstadt Zwettl in Niederösterreich und führt die Sektionen Fußball, Handball, Tischtennis, Schach, Motorsport und Wintersport. Die Fußballsektion  spielt unter dem Namen SC Sparkasse Zwettl in der Landesliga Niederösterreich, der vierthöchsten Spielklasse in Österreich.

## Geschichte der Fußballsektion
In einer Gründungsversammlung beschloss man am 15. Oktober 1945 die Gründung einer Fußballsektion Zwettl. Die ersten Spieler wurden am 10. November 1945 beim NÖFV angemeldet. Gleichzeitig wurde mit Unterstützung der Gemeinde der erste Sportplatz errichtet. In einer Generalversammlung wurden 1947 die ersten Statuten beschlossen, die Vereinsfarben mit Blau-Weiß bestimmt und der Verein in Sportclub Zwettl umbenannt.
Die Fußballabteilung spielte seit Wiedereinführung der Regionalliga Ost im Jahre 1985 bis zum Abstieg im Jahr 1996 in der Regionalliga. Nach dreijähriger Abstinenz stieg der Verein 1999 wieder in die dritte Leistungsstufe auf. Nach hartem Abstiegskampf im ersten Jahr und einem folgenden fünften Tabellenrang in der Saison 2000/01 stieg der Sportclub in der darauffolgenden Saison wieder in die Landesliga ab. Nach abermaligem Aufstieg in der Saison 2004/05 unter dem damaligen Trainer Helmut Lamatsch konnte im ersten Jahr der Abstieg verhindert werden. In den darauf folgenden Jahren spielte man stets in der unteren Tabellenhälfte, doch der Verein konnte sich wieder in der Ostliga etablieren.
In der Saison 2007/08 konnte der Klassenerhalt erst am letzten Spieltag gesichert werden. Als Konsequenz trennte man sich nach mehrjähriger Zusammenarbeit von Trainer Lamatsch und engagierte Lucjan Wojtanovicz als neuen Trainer. Außerdem konnte mit Meisterschaftsbeginn 2008/09 der Umzug in die neue Heimstätte, der Sportanlage Edelhof, vollzogen werden. Nach der Saison 2009/10 erfolgte der Abstieg in die Niederösterreichische Landesliga.

## Titel und Erfolge
- 2 × Niederösterreichischer Landesmeister: 1999, 2005
- 1 × Niederösterreichischer Meistercupsieger: 1984

Weiter in chronologischer Reihenfolge
- 1947/48 Meister 2. Klasse Waldviertel
- 1950/51 Meister 1. Klasse Waldviertel
- 1954/55 Aufstieg II. Liga Nordwest
- 1964/65 Meister 2. Klasse Waldviertel
- 1977/78 Meister 1. Klasse Waldviertel
- 1979/80 Meister Unterliga NW-Waldviertel
- 1980/81 Meister Oberliga West
- 1982/83 Meister 2. Landesliga
- 1984/85 Aufstieg in die Regionalliga Ost
- 1998/99 Meister Landesliga Niederösterreich
- 2004/05 Meister Landesliga Niederösterreich

## Stadion

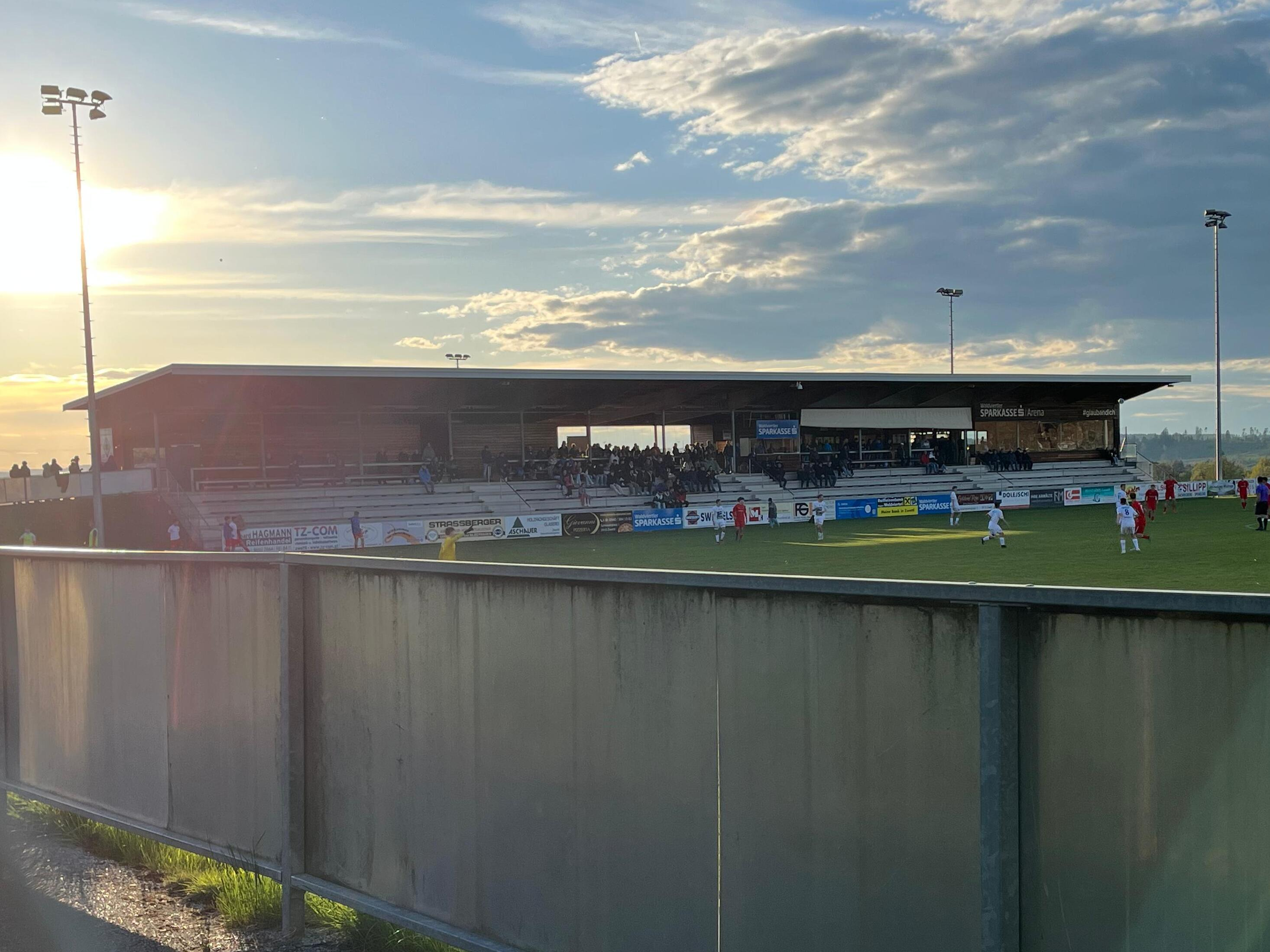
Die Sportanlage Edelhof (2024)

Seit Beginn der Saison 2008/09 trägt der SC Zwettl seine Heimspiele auf der neu errichteten Sportanlage Edelhof aus. Zu den wichtigsten Bestandteilen dieser neuen Anlage zählen das 105 × 68 Meter große Hauptspielfeld, das  Trainingsspielfeld sowie das zweigeschoßige Kabinen- und Tribünengebäude, dessen Zuschauertribüne rund 600 Besuchern Platz bietet. Das Fassungsvermögen liegt bei ca. 2000 Zuschauern.
Im August 2002 wurde die ehemalige Heimstätte des SC Zwettl, das Zwettltal-Stadion, durch das Jahrhunderthochwasser komplett zerstört. Banden und Tore wurden einfach weggeschwemmt und der Rasen glich einer Mondoberfläche. Die Stadtgemeinde beschloss das Stadion wiederherzustellen. Der Verein musste seine Heimspiele auf kleineren Sportplätzen in der Umgebung austragen. Erst im September 2003 war das Stadion wieder einsatzfähig. Nach wiederholten Überflutungen im Herbst 2005 und Frühjahr 2006 wurde der endgültige Abschied aus dem Zwettltal-Stadion beschlossen. Es folgte die Übersiedlung auf die neu errichtete Sportanlage am Edelhof im Sommer 2008. Am 18. August 2023 erfolgte die Umbenennung in Waldviertler-Sparkasse-Arena aufgrund einer neuen Sponsoren-Partnerschaft.